# Benjamin Kigen
Benjamin Kigen (født 5. juli 1993) er en kenyansk atlet.
Han repræsenterede Kenya ved sommer-OL 2020 i Tokyo, hvor han tog bronze i 3.000 meter forhindringsløb.